# Vorholzbach
Der Vorholzbach ist ein rechter Zufluss der „Vereinigten“ Weißeritz auf dem Gebiet der Städte Rabenau und Freital.

## Verlauf
Der Vorholzbach entspringt im Rabenauer Ortsteil Obernaundorf oberhalb dem dortigen Freigut und fließt als Dorfbach des Ortes entlang der Hauptstraße und später durch das Veilchental nach Eckersdorf und Hainsberg. In Hainsberg fließt er östlich an der Hoffnungskirche vorbei und knickt etwa 100 Meter später nach Nordosten ab. Dort fließt er bis zu seiner Mündung in die Weißeritz (am Vereinsheim des Hainsberger Sportvereins) links am Johannes-May-Stadion vorbei. Früher hatte der Bach einen weiter am Felsen gelegenen Verlauf, dieser wurde zugunsten einer Vergrößerung des Stadions an die heutige Position verlegt.
Der Vorholzbach ist als Gewässer 2. Ordnung klassifiziert.